# Signe Anderson
Signe Anderson, född Toly den 15 september 1941 i Seattle i Washington, död 28 januari 2016 i Beaverton i Oregon, var en amerikansk sångerska. Hon blev mest känd som den ursprungliga sångerskan i bandet Jefferson Airplane.

## Biografi
Signe Anderson växte upp i Portland i Oregon och flyttade 1965 till San Francisco, där hon upptäcktes av Marty Balin när hon sjöng på klubben Drinking Gourd Club. Han erbjöd henne rollen som sångerska i det nyligen bildade bandet Jefferson Airplane och hon sjöng på gruppens debutalbum Jefferson Airplane Takes Off. I september 1965 gifte hon sig med bandets ljustekniker Jerry Anderson. De fick en dotter i maj 1966 och i augusti samma år meddelade hon att hon tänkte sluta i bandet.
Andersons sista liveuppträdande med Jefferson Airplane var två konserter den 15 oktober 1966 på The Fillmore i San Francisco. Båda föreställningarna spelades in och i augusti 2010 släppte Collector's Choice i samarbete med Sony konserten på livealbumet Jefferson Airplane: Live at The Fillmore Auditorium 10/15/66 Late Show - Signe's Farewell. Följande dag spelades de första konserterna med den nya sångerskan Grace Slick in. Från dessa konserter finns livealbumet Jefferson Airplane: Live at The Fillmore Auditorium 10/16/66 Early & Late Shows Grace's Debut.
Efter att ha lämnat Jefferson Airplane återvände hon till Oregon där hon sjöng i nio år med bandet Carl Smith and the Natural Gas Company. I mitten av 1970-talet återhämtade hon sig från cancer. I mitten av 1990-talet hade Anderson ytterligare allvarliga hälsoproblem, inklusive en bruten nacke och en bypassoperation, vilket ledde till ekonomiska problem för familjen. Hon gjorde några gästuppträdanden med KBC Band och Jefferson Starship.
Signe Anderson dog 2016 vid 74 års ålder i sitt hem i Beaverton i Oregon, av kroniskt obstruktiv lungsjukdom (KOL). Samma dag avled Paul Kantner, en av grundarna av Jefferson Airplane.